# Il segreto della sabbia
Il segreto della sabbia (パタパタ飛行船の冒険?, Patapata hikōsen no bōken, lett. "L'avventura dei velivoli alati") è una serie televisiva anime di 26 episodi prodotta nel 2002 da Telecom Animation Film. La serie è stata trasmessa sulla rete satellitare giapponese WOWOW a partire dal 5 gennaio 2002, mentre in Italia è stata una delle serie che hanno inaugurato la rete del digitale terrestre Hiro l'8 dicembre 2008, ed è poi stata proposta per la prima volta in chiaro da Italia 1 a partire dal 6 dicembre 2017 in orario notturno.

## Trama
(Jane Buxton - ep. 5, Viaggio di signorina - Seconda parte)
Seconda metà del XIX secolo. La piccola Jane è orfana di madre: infatti Anna Buxton è morta nel darla alla luce. La bambina cresce quindi con il fratello maggiore George ed il padre Lord Buxton. Passati 3 anni il padre si risposa con Margaret, una donna che ha un figlio di 11 anni di nome William. Madre e figlio vanno quindi ad abitare nel castello di Glenar, dimora di Jane e del padre, ma il ragazzo non gradisce la svolta che ha preso la sua vita e si dimostra estremamente scontroso con tutti. Geloso dell'affetto che la madre ha verso i componenti della famiglia Buxton, ha un profondo legame di amicizia solamente con Jane.
Anche Margaret di lì a poco muore e a William non rimane altro che l'affetto di Jane, l'unica amica che gli è rimasta, covando però nel profondo un grande risentimento verso gli altri Buxton.
Passano gli anni e Jane, intelligente ed intraprendente come è, sviluppa una grande attitudine per la meccanica. Il suo sogno è infatti quello di poter volare e invece di seguire le lezioni di piano come tutte le altre ragazze di buona famiglia, passa il tempo a rovistare nel laboratorio del fratello maggiore George per costruire improbabili macchine volanti a pedali, facendo impazzire il povero maggiordomo Agenore che dovrebbe vegliare su di lei.
George è un giovane studioso che sta sviluppando una teoria partendo dalle antiche leggende che provengono dall'Oriente ed è convinto dell'esistenza di una sostanza, il Fuyusen che permetterebbe agli uomini di volare. Riceve dal governo un incarico segreto per svolgere ricerche approfondite e parte quindi per l'Est, ufficialmente per una missione archeologica. Stranamente anche il fratello William, coinvolto in affari poco chiari con la banca di famiglia, scompare nello stesso periodo.
Dopo qualche tempo, quando Jane è ormai un'adolescente di 14 anni, la famiglia Buxton è sconvolta da terribili avvenimenti. Una lettera ufficiale del governo comunica l'esecuzione di George, reo di aver fomentato una rivolta in un paese orientale e subito dopo la banca dei Buxton viene svaligiata da uomini provenienti da una misteriosa macchina volante, causando la rovina della famiglia. Il cuore di Lord Buxton, non regge a tutto questo e l'uomo si riduce in fin di vita. L'unica cosa che Jane può fare, nella sua disperazione, è di accudire il padre ormai morente, quando un giorno riceve una lettera. L'indirizzo sembra vergato dalla mano del fratello George ed il contenuto è solamente una strana pietra azzurra che sembra possedere poteri misteriosi.
Con la certezza che il fratello sia ancora vivo, Jane affida il padre alla governante e con Agenore parte per l'Oriente, per quella che diventerà la più grande avventura della sua vita.

## Personaggi

### Famiglia Buxton
Jane Buxton (ジェーン・バクストン?, Jēn・Bakusuton)
Doppiata da: Ema Kogure (ed. giapponese), Elisabetta Spinelli (ed. italiana)
È una ragazzina di 14 anni con una spiccata attitudine per la meccanica ed il desiderio di riuscire a volare, forse per la speranza inconscia di andare più vicino alla madre che non ha mai conosciuto. Ama molto il fratello George ed il fratellastro William e questo affetto è ricambiato. Ragazza intraprendente, non esita a partire per l'Oriente alla ricerca di George, che ritiene sia ancora vivo nonostante la versione ufficiale del governo. Alla fine della storia, sarà l'unica sopravvissuta allo schianto della nave volante Prominence grazie a William che riuscirà a salvarla all'ultimo istante, ed in seguito riuscirà nel suo intento di costruire una piccola macchina volante.
George Buxton (ジョージ・バクストン?, Jōji・Bakusuton) alias dottor Kamale (カマレ博士?, Kamare hakase)
Doppiato da: Masakazu Suzuki (ed. giapponese), Paolo De Santis (ed. italiana)
Fratello maggiore di Jane è un giovane studioso che parte per l'Oriente su incarico del governo per comprovare la sua teoria sull'esistenza del Fuyusen, una misteriosa sostanza che nell'antichità avrebbe permesso agli uomini di volare. Con l'aiuto del fratellastro William realizza il suo sogno: costruire Neo City una "città ideale" sorta vicino alle miniere di Fuyusen grazie all'enorme energia prodotta da questa sostanza. Non si rende però conto che William per coltivare questo progetto, non ha esitato a ridurre in schiavitù le numerose persone che contribuiscono con il loro lavoro a mantenere i ricchi abitanti della città. William ha il folle progetto di utilizzare l'energia del Fuyusen per conquistare il mondo e quando George è messo da Jane di fronte alla realtà, tenta di fermare il fratellastro e muore con lui nello schianto dell'aeronave Prominence.
William F. Buxton (ウィリアム・ファーニー・バクストン?, Wiriamu・Fānī・Bakusuton) alias sir Harry Killer (ハリー・キラー?, Harī・Kirā)
Doppiato da: Tōru Ōkawa (ed. giapponese), Irene Scalzo (bambino), Patrizio Prata (adulto) (ed. italiana)
Fratellastro di Jane, entra a far parte della famiglia Buxton quando lei ha solo tre anni. Scontroso e geloso dell'affetto che la madre riversa sugli altri membri della famiglia, col passare degli anni e soprattutto dopo la morte della madre, arriva a covare un forte rancore i Buxton tranne che con Jane, che rimane l'unica sua vera amica. Una volta adulto segue di nascosto il fratello nella sua missione in Oriente e strumentalizza il suo lavoro per creare una città governata dalla paura, dove pochi e ricchi abitanti vivono grazie al lavoro di innumerevoli schiavi. Avvia il Progetto Genesi' che permette di generare un'enorme quantità di energia dal Fuyusen, col segreto intento di governare il mondo intero e solo l'enorme affetto che ha verso Jane lo risveglierà all'ultimo momento da questo suo delirio di onnipotenza.
Edward Buxton (エドワード・バクストン?, Edowādo・Bakusuton)
Doppiato da: Masaaki Tsukada (ed. giapponese), Tony Fuochi (ed. italiana)
Agenore San Bellan (アジェノール・サン・ベラン?, Ajenōru・San・Beran)
Doppiato da: Rokurō Naya (ed. giapponese), Mario Scarabelli (ed. italiana)

### Altri personaggi
Christophe Barsac (バルザック?, Baruzakku)
Doppiato da: Akio Ōtsuka (ed. giapponese), Raffaele Farina (ed. italiana)
Viceministro del governo inglese, è l'unico a credere alle teorie di George Buxton e lo incarica di intraprendere una missione segreta in Oriente. Alla presunta morte del giovane studioso, organizza una seconda missione, ufficialmente per combattere una banda di predoni che terrorizzano la popolazione locale, ma in realtà col segreto compito di far luce sulla misteriosa scomparsa di George. Durante il viaggio si imbatte in Jane che inconsciamente le ricorda la figlia morta tanti anni prima. Anche per questo acconsentirà che la ragazza si aggreghi alla spedizione, senza sospettare che lui e Jane (entrambi in incognito) sono alla ricerca della medesima persona.
Sabrì (サブリ?, Saburi)
Doppiato da: Maki Mizuma (ed. giapponese), Benedetta Ponticelli (ed. italiana)
Marcenay (マルスネー?, Marusunē)
Doppiato da: Naomi Kusumi (ed. giapponese), Diego Sabre (ed. italiana)
Morilire (モリリレ?, Moririre)
Doppiato da: Mitsuaki Madono (ed. giapponese), Daniele Demma (ed. italiana)
Jeanne (ジャンヌ?, Jannu)
Doppiata da: Emanuela Pacotto (ed. italiana)
Sky (スカイ?, Sukai)
Doppiato da: Mitsuru Ogata (ed. giapponese)

## Produzione

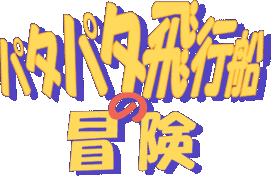
Logo originale della serie.

La serie è stata animata dallo studio giapponese Telecom Animation Film e prodotta dallo studio TMS Entertainment, dalla rete televisiva WOWOW e in collaborazione con lo studio sudcoreano Koko Enterprise. Il segreto della sabbia è la prima serie anime realizzata in 16:9 e in alta definizione. Include inoltre alcune sequenze in computer grafica 3D realizzate con il motore di rendering Animanium recentemente sviluppato da Sega.
Ad introdurre tutti gli episodi è la sigla Naked Story, scritta da Nana Azuki, composta da Yuri Nakamua, arrangiata da Hirohito Furui e interpretata dai Garnet Crow, mentre in chiusura sono state adoperate due sigle: per i primi tredici episodi What Can I Do, scritta e composta da Michael Africk, arrangiata da Cybersound e interpretata da Michael Africk e Mai Kuraki, mentre per i restanti tredici This is your life, scritta da Mai Kuraki, composta da Aika Ohno e interpretata da Aika Ohno.

### Riferimenti ad altre opere
Il segreto della sabbia è un omaggio all'immaginario avventuroso di Hayao Miyazaki e in particolare alle opere Conan il ragazzo del futuro, Laputa - Castello nel cielo e Nadia - Il mistero della pietra azzurra (non diretta da Miyazaki, ma basata su un suo soggetto).
- La protagonista Jane ricorda da vicino Jean Luc Lartigue di Nadia - Il mistero della pietra azzurra. Come lui si interessa di meccanica, è appassionata di aeroplani e tenta di costruirne uno per poter finalmente volare. Anche Jane come Jean ama numerare le proprie creazioni: l'aeroplano che riuscirà a fare volare è il Flapper n. 28. Inoltre gli stessi aeroplani a pedali si ritrovano anche in Kiki - Consegne a domicilio in quel caso costruiti e pilotati dal co-protagonista Tombo, appassionato anche lui di volo. Il nome stesso della ragazza altro non è che l'anagramma di quello di Jean.
- La Sabbia Azzurra che Jane conserva nel suo medaglione che porta al collo, ricorda la Pietra Azzurra di Nadia o la Gravipietra in Laputa - Castello nel cielo, ed ha proprietà levitative molto simili.
- L'ambientazione steampunk e soprattutto la nave che Jane ed i suoi amici utilizzano per attraversare il deserto, ricordano le strane navi volanti delle opere di Miyazaki che si trovano ad esempio in Laputa - Castello nel cielo
- Neo City con la sua alta torre, ricorda Indastria di Conan il ragazzo del futuro. Anche lì vi sono gli schiavi che lavorano nei sotterranei della città per mantenere negli agi i veri cittadini.
- L'enorme nave volante Prominence ricorda il Giganto di Conan il ragazzo del futuro. Viene utilizzata per distruggere parte di Neo City, così come il Giganto con Indastria, e alla fine precipita e viene distrutta provocando la morte del "cattivo" Harry Killer. Jane si salva dal disastro in modo molto simile a Conan.

### Edizione italiana
Il doppiaggio italiano è stato eseguito presso lo studio LOGOS srl sotto la direzione di Pino Pirovano ed i dialoghi italiani di Francesca Bielli. Per l'edizione italiana non è stato usato il master televisivo giapponese, bensì una versione in 4:3 destinata all'home video, con animazioni ritoccate e migliorate. Le sigle originali sono state sostituite, sia in apertura che in chiusura, dalla sigla italiana Il segreto della sabbia, scritta da Alessandra Valeri Manera, composta da Max Longhi e Giorgio Vanni, e interpretata da Cristina D'Avena.
Il segreto della sabbia è stato trasmesso in prima TV su Hiro esordendo l'8 dicembre 2008 con 3 episodi, ed è stato replicato gli anni successivi sulla stessa rete. Dopo nove anni di assenza la serie viene mandata in onda per la prima volta in chiaro su Italia 1 dal 6 dicembre 2017 in orario notturno.

## Episodi
| Nº | Titolo italiano Giapponese 「Kanji」 - Rōmaji - Traduzione letterale | In onda          | In onda          |
| Nº | Titolo italiano Giapponese 「Kanji」 - Rōmaji - Traduzione letterale | Giapponese       | Italiano         |
| 1  | I Buxton 「バクストン家の三兄妹」 - Bakusuton ka no san kyōdai – "I tre fratelli della famiglia Buxton" | 5 gennaio 2002   | 8 dicembre 2008  |
| 1  | Il padre della ricca famiglia Buxton torna frettolosamente a casa per assistere alla nascita della sua secondogenita, Jane, alla quale purtroppo seguirà la morte della moglie. Qualche anno dopo il signor Buxton si risposa con lady Margaret, vedova e con un figlio di undici anni chiamato William. Jane cresce appassionandosi alla meccanica e trascorre tutto il suo tempo nel laboratorio di suo fratello maggiore George, facendo impazzire il maggiordomo Agenore che ha il compito di badare a lei, William invece rimane troppo attaccato alla madre e non riesce ad ambientarsi e ad accettare la sua nuova famiglia. Improvvisamente anche la madre di William muore, lasciando il figlio solo e spaesato, che crescendo diventa geloso di George e dell'affetto che suo padre nutre per lui. Jane invece, divenuta una ragazza, mette in pratica le sue abilità per costruire delle macchine volanti ma non riesce mai a farle funzionare a dovere. |                  |                  |
| 2  | Piccolo disaccordo 「小さな亀裂」 - Chīsana kiretsu | 12 gennaio 2002  | 8 dicembre 2008  |
| 2  | Jane desidera diventare una signorina per bene, preferisce invece costruire delle macchine per realizzare il suo sogno di volare nel cielo e per questo motivo viene spesso rimproverata da Agenore. George presenta nella sua accademia una relazione che, incrociando i racconti di diverse leggende orientali, dimostrerebbe l'esistenza di un'acqua in grado di far volare gli oggetti, detta fuyusen, ma viene deriso dai professori. William si dimostra un bravo impiegato della banca dei Buxton e il padre, fiero di entrambi, non sa quale dei suoi due figli maschi erediterà il suo orologio d'oro. Un giorno però vede William confabulare con un uomo disonesto e scopre che ha investito dei soldi nelle sue azioni, così lo accusa apertamente di essere una vergogna per lui e regala il suo orologio a George. Quest'ultimo ha ricevuto una lettera dal viceministro Cristophe Barsac, presente all'esposizione in accademia, che lo invita a prendere parte a una spedizione in Oriente, segretamente destinata alla ricerca del fuyusen. La notte prima della sua partenza, William ruba l'orologio e gli appunti segreti di George. |                  |                  |
| 3  | Un'ombra scura 「滲み出した黒い陰」 - Shimi dashi ta kuroi kage – "L'ombra nera che trapela" | 26 gennaio 2002  | 8 dicembre 2008  |
| 3  | È arrivato il giorno della partenza di George e William si imbarca di nascosto sulla sua stessa nave, facendo preoccupare la famiglia per la sua scomparsa. Qualche tempo dopo giunge una lettera che informa il padre della morte di George, assassinato in una rivolta, e la sua banca viene svaligiata nella notte da degli uomini misteriosi arrivati a bordo di una nave volante. Il capo dei ladri lascia nel caveau svuotato l'orologio di famiglia dei Buxton e il signor Edward viene accusato del furto. Demoralizzato dalle numerose sventure, il padre di Jane si ammala gravemente ed è costretto a rimanere a letto. Un giorno Jane riceve una lettera di George, all'interno della busta però vi è soltanto una pietra azzurra che, bagnata dalle lacrime della ragazza e illuminata dalla luna piena, libera delle scintille cerulee che fluttuano nell'aria, e dopo una loro reazione la pietra si scompone in una manciata di sabbia azzurra. Jane non si spiega il fenomeno a cui ha assistito ma ripone la sabbia al sicuro nel doppiofondo della sua spilla che porta al petto ed è sicura che suo fratello George è ancora vivo, come dimostra l'autenticità della sua firma sulla busta che ha ricevuto. Con l'aiuto della domestica Kate, Jane convince Agenore a lasciarla partire per l'Oriente alla ricerca di suo fratello, a patto che il maggiordomo venga con lei.                                                                           |                  |                  |
| 4  | Viaggio di signorina - Prima parte 「はじめての航海」 - Hajimete no kōkai – "Il primo viaggio in mare" | 2 febbraio 2002  | 9 dicembre 2008  |
| 4  | Jane e Agenore, giunti al porto per imbarcarsi, si imbattono in un malvivente che tenta di rubare dei bagagli e in un piccolo bassotto che salta addosso a Jane perché attirato dalla sua spilla. Fortunatamente il trambusto fa allontanare il ladro mentre il signor Barsac, anche lui diretto in Oriente con la sua scorta alla ricerca del fuyusen, aiuta Jane a rialzarsi. Sulla nave vi sono anche il malvivente del porto e la austera padrona del bassotto Amadeus con il suo timido marito. Jane è curiosa di scoprire come funziona la nave, il capitano allora la affida a Banshi, un aspirante marinaio della stessa età della ragazza che però la ritiene un peso per il suo lavoro. Per scoraggiare Jane a fargli domande sulla nave le dice che le risponderà solo se supererà una prova: dovrà arrampicarsi sulla rete dell'albero maestro e prendere una bandiera legata in cima. La ragazza, al contrario di ciò che Banshi si aspettava, accetta di buon grado la condizione ma giunta in alto si trova in difficoltà, così il ragazzo e il signor Barsac salgono per salvarla. Il fatto viene visto da tutti gli altri passeggeri e scatena l'ira del capitano, che toglie a Banshi il suo sestante e il suo ruolo di marinaio apprendista per aver messo in pericolo la vita di Jane. |                  |                  |
| 5  | Viaggio di signorina - Seconda parte 「船乗りの勲章」 - Funanori no kunshō – "L'onore del marinaio" | 9 febbraio 2002  | 10 dicembre 2008 |
| 5  | Agenore punisce Jane per essersi messa in pericolo e la chiude nella sua cabina, la ragazza però esce per andare a scusarsi con il capitano e gli chiede di perdonare Banshi. Giunta nella cabina del ragazzo, Jane gli racconta della sua passione e del suo sogno di volare e Banshi, che ora ha più tempo libero, le spiega tutto ciò che fa funzionare la nave. La mattina dopo la ricca signora padrona del bassotto denuncia la scomparsa di un suo gioiello e accusa Jane e Banshi, visti gironzolare per la nave quella notte. Jane capisce che ad aver rubato il gioiello è stato Amadeus e dopo avergli dato la sua spilla lo insegue fino nella stiva, dove il cagnolino l'ha riposta assieme a tutti gli altri oggetti luccicanti che ha rubato, tra cui quello della sua padrona. La signora si arrabbia con il cane e lo aggredisce, Banshi lo difende e il marito per una volta prende posizione e redarguisce sua moglie. Il capitano, vista l'onestà di Banshi, lo riammette tra i marinai. Quando la nave termina la sua traversata Jane e Banshi, ora diventati buoni amici, devono salutarsi e si promettono di fare del loro meglio per avverare i loro rispettivi sogni. Il bassotto birbante è stato abbandonato, così Jane decide di tenerlo con sé e, non conoscendo il suo nome, lo chiama Sky come il cielo azzurro che sogna di raggiungere. |                  |                  |
| 6  | Il signor Barsac 「バルザックさん」 - Baruzakku-san | 16 febbraio 2002 | 11 dicembre 2008 |
| 6  | Alla biglietteria della stazione Jane e Agenore scoprono di non poter prendere il treno perché i biglietti sono esauriti, il signor Barsac però, che ha già un posto sul treno, condivide con loro il suo stesso scompartimento. Dopo questo fortuito incontro Jane e Barsac si presentano a dovere, ma la ragazza mente sul suo cognome perché nutre dei sospetti in lui. Anche il malvivente che sta pedinando Barsac riesce ad ottenere un biglietto per il treno e nella notte fa arrivare un foglio con delle informazioni segrete a una nave volante che sorvola i binari. In un vagone passeggeri una donna e sua figlia si ammalano e a Barsac ricordano sua moglie e sua figlia, che dopo essersi ammalate in circostanze simili persero la vita. Data l'assenza di un medico a bordo e l'impossibilità di sospendere il treno fino al mattino, Barsac, Agenore e Jane si prodigano per curare la donna e la bambina. Arrivate alla prima stazione le due hanno ormai superato il momento critico e vengono affidate a un dottore. Barsac saluta Jane e raggiunge i suoi uomini a capo del tenente Marcenay per continuare la sua ricerca; anche Schultz, uno dei due uomini della scorta del viceministro, ringrazia Jane. |                  |                  |
| 7  | Nuove conoscenze 「新しい出会い」 - Atarashii deai | 23 febbraio 2002 | 12 dicembre 2008 |
| 7  | Jane e Agenore trovano alloggio in un albergo prima di ripartire alla volta del deserto. Mentre girano per il mercato Sky scappa da Jane perché attratto da uno sbrilluccichio e Agenore, che ha perso di vista Jane mentre la inseguiva, dà retta ad un bambino che tuttavia lo conduce in una trappola, e assieme ai suoi amici gli ruba il portafoglio. Jane ritrova Sky e recupera il portafoglio. Il capo della banda fugge via mentre Jane fa conoscenza dei bambini e, quando scopre che avevano rubato per aiutare una loro amica malata, compra per tutti loro molte leccornie e delle medicine, e gliele porta nel loro alloggio in cima a un campanile. I bambini hanno fatto amicizia con Jane e parlano della bontà della ragazza al loro capo, Sabrì, che il giorno dopo decide di andare a ringraziarla. Per sdebitarsi, Sabrì cerca per Jane e Agenore un catamarano e una guida per attraversare il deserto, e accetta di venire con loro. Il giorno della partenza però, Sabrì rinuncia a intraprendere il viaggio per restare con i suoi amici ma loro, dimostrandosi sicuri e in grado di badare a loro stessi, lo convincono a partire. |                  |                  |
| 8  | Nel deserto 「砂漠へ」 - Sabaku e | 2 marzo 2002     | 15 dicembre 2008 |
| 8  | Durante la traversata del deserto Jane chiede ad Abbas, la loro guida, di poter pilotare il catamarano e in un momento di distrazione perde il controllo facendolo schiantare. Il gruppo costruisce un accampamento al riparo da un'imminente tempesta di sabbia e attende che Abbas e il socio Eliah riparino il catamarano prima di poter ripartire. Nel frattempo Agenore sviene per il caldo e Sabrì lo aiuta a riprendersi cucinando per lui delle uova di serpente. Anche Barsac è in una nave che attraversa il deserto e in piena notte, durante una tempesta di sabbia, avvista la nave volante nemica che li supera in volo, ma nessun uomo dell'equipaggio crede all'idea che una nave possa volare. Sabrì scopre che il catamarano rotto non è stato riparato e le provviste sono state spostate sull'altro in buono stato, quindi deduce che i due uomini che fanno loro da guida in realtà hanno intenzione di tradirli e fuggire con le provviste abbandonandoli nel deserto. Anche se Jane è convinta che Abbas sia un uomo meritevole di fiducia, Agenore decide di partire quella notte stessa con il catamarano integro. I due uomini però li scoprono e si mettono ad inseguirli con l'altro catamarano. |                  |                  |
| 9  | Tempesta di sabbia 「砂嵐」 - Sunaarashi | 9 marzo 2002     | 16 dicembre 2008 |
| 9  | Si fa giorno e Jane, Agenore e Sabrì sono ancora inseguiti dai due uomini. Sabrì lancia ad Eliah – la mente malvagia del piano a cui Abbas ha dovuto sottostare – delle provviste per evitare che li raggiunga, e Abbas, al primo momento buono, compie una brusca manovra per far perdere l'equilibrio al socio e permettere ai suoi amici di fuggire. In un momento di bonaccia e rimasti senza provviste, i tre avventurieri e Sky cadono a terra esausti. Mentre dormono una nave volante differente da quella nemica lascia cadere dal cielo un baule contenente acqua e provviste, che permette ai tre viaggiatori di rifocillarsi e continuare il viaggio. Sopraffatti da una tempesta di sabbia, prima che il loro venga distrutto, Jane, Agenore e Sabrì vengono salvati da un catamarano più robusto e portati nella nave del signor Barsac, che è stupito di incontrarli di nuovo e spiega loro che sono alla ricerca di una banda di criminali e sono diretti alla città di Tarmer. Anche se non ne hanno la certezza, Jane è sicura che ad aver mandato loro la cassa di provviste è stato George facendola arrivare dal cielo. |                  |                  |
| 10 | Quello che so fare 「私に出来ること」 - Watashi ni dekiru koto – "Qualcosa che posso fare" | 16 marzo 2002    | 17 dicembre 2008 |
| 10 | Anche a bordo della nave del signor Barsac Jane va a curiosare nella sala macchine perché interessata al suo funzionamento ma il capo tecnico la manda via perché ostacola il loro lavoro. Durante la sosta in un'oasi Jane aiuta a lavare i vestiti e, una volta ripartiti, chiede a Barsac e Marcenay se lei, Agenore e Sabrì possono ancora rendersi utili per ripagarli del viaggio offerto. Inizialmente i due capitani sono contrari ma, su insistenza della ragazza, Barsac decide di assegnarli alla sala macchine, ad eccezione di Jane che viene messa ad aiutare in cucina. A seguito dei numerosi errori commessi dai tre viaggiatori, che il capo cuoco e il capo tecnico lamentano a Barsac, il viceministro, intenzionato a sollevarli dai loro incarichi, accetta un'ultima volta la richiesta di Jane di scambiare i loro ruoli. La scelta si dimostra efficace in quanto Agenore e Sabrì svolgono con cura il loro incarico in cucina e Jane risulta indispensabile per aggiustare il guasto di un tubo dell'acqua. Quella sera Jane ringrazia Barsac per averle permesso di rendersi utile seguendo la sua inclinazione. |                  |                  |
| 11 | Mistero di un naufragio 「難破船と青い砂の謎」 - Nanpa sen to aoi suna no nazo – "Il mistero del naufragio e della sabbia azzurra" | 23 marzo 2002    | 18 dicembre 2008 |
| 11 | La nave è ferma per mancanza di vento e Agenore ne approfitta per fare studiare Jane, ma la ragazza dopo un po' preferisce andare a dare una mano nella sala macchine. Il giorno seguente la nave riprende a marciare con il vento e si prepara ad attraversare un fiume di sabbie mobili. Morilire, l'individuo sospetto che si è fatto assumere come guida per il deserto, tenta di persuadere il capitano a tornare indietro ma Barsac decide di procedere comunque. La nave supera con successo le sabbie mobili, anche grazie all'intervento di Jane che ripara un ingranaggio dei pistoni durante la traversata, e fa una sosta per permettere all'equipaggio di riprendersi dalla fatica. Jane scorge un relitto in cima a un'altura, che Morilire sperava non venisse scoperto, e assieme ad alcuni uomini va a scoprire di che cosa si tratta. Quella nave è dotata di una tecnologia diversa dal comune e la squadra di esplorazione si chiede come possa essere naufragata in un posto così elevato senza aver volato. In una stanza interna Jane trova una distesa di sabbia azzurra identica a quella inviatole da George tramite la pietra, ma decide di non rivelare a nessuno di conoscere già quella sabbia, né che in qualche modo la nave avrebbe veramente potuto volare. |                  |                  |
| 12 | I predoni sulle slitte a motore - Prima parte 「機械盗賊団～前編」 - Kikai tōzoku dan ~ Zenpen | 30 marzo 2002    | 19 dicembre 2008 |
| 12 | Durante il suo viaggio, la nave di Barsac viene attaccata dalla tribù Hanan, che ha scambiato il bastimento per un mezzo dei suoi nemici. La tribù infatti è da tempo attaccata dai predoni di Neo City, che rapiscono gli uomini del loro villaggio e rubano le loro ricchezze arrivando su slitte a motore ogni qualvolta c'è la luna piena. Camille, una ragazza coraggiosa che ha perso suo padre per mano dei predoni e ora li combatte in prima linea, accetta l'aiuto di Barsac per affrontare i loro nemici, che probabilmente sono gli stessi ai quali stanno dando la caccia. Per di più, il tenente Marcenay si innamora di Camille ed è più che felice di aiutarla. La nave si stanzia nel villaggio degli Hanan e i soldati di Marcenay addestrano gli abitanti al combattimento ed erigono le difese necessarie. Anche Sabrì, che prova delle simpatie per Sasha, una bambina del villaggio, l'aiuta come può. Jane è sconfortata dalla guerra imminente, soprattutto perché tra le cause ci sono anche delle macchine, che finora ha sempre ritenuto essere degli strumenti dedicati solo a fare del bene e a migliorare la vita delle persone. |                  |                  |
| 13 | I predoni sulle slitte a motore - Seconda parte 「機械盗賊団～後編」 - Kikai tōzoku dan ~ Kōhen | 6 aprile 2002    | 22 dicembre 2008 |
| 13 | Barsac e alcuni abitanti del villaggio vanno in esplorazione per tentare di scorgere l'arrivo dei nemici. Jane crede ci sia una spiegazione per cui i predoni attaccano solo di notte e con la luna piena, ma Marcenay non le dà tanta importanza. La sera, mentre alcuni uomini di guardia sono impegnati, Morilire sabota le attrezzature difensive. I predoni arrivano dall'alto di una montagna con slitte volanti, lasciando tutti sgomenti, e assediano il villaggio con le loro razzie. Fortunatamente la presenza dei soldati e l'intervento di Agenore e Sabrì garantiscono l'incolumità agli abitanti. Visto l'insuccesso del capo dei predoni, Morilire si presenta a lui come funzionario di Neo City e lo aiuta a fuggire incolume assieme ai predoni superstiti. Marcenay e Camille li inseguono fino in cima alla montagna da cui sono venuti ma li vedono sparire in una nuvola di fumo. Camille e tutti gli altri abitanti sono grati ai loro benefattori, che ora devono continuare il loro viaggio, e Barsac promette che troveranno Neo City e libereranno tutti i loro cari. |                  |                  |
| 14 | Morilire è smascherato 「モリリレの正体」 - Moririre no shōtai – "La vera identità di Morilire" | 13 aprile 2002   | 23 dicembre 2008 |
| 14 | La nave di Barsac raggiunge il confine del deserto e il gruppo deve proseguire a piedi in una boscaglia, sempre sotto la guida di Morilire. Nella notte qualcuno fa fuggire alcuni cavalli e la colpa viene attribuita a Sky, che si trovava sul posto per scacciare il vero colpevole e dal quale ha strappato un brandello di stoffa dei pantaloni. Sabrì è sempre più sospettoso nei confronti di Morilire, che secondo lui li sta portando fuori strada, ma non riesce a convincere il tenente Marcenay a dargli retta. L'esercito si trova costretto a guadare un fiume e Morilire ne approfitta per far perdere delle provviste inscenando un incidente. Quella notte, Jane, Agenore e Sabrì tendono un'imboscata al ladro di cavalli e catturano Morilire. I soldati si svegliano per la confusione e, all'evidenza delle prove fornite da Jane, credono a Sabrì e legano Morilire all'alto ramo di un albero per poi tornare a dormire. Morilire invia dei segnali ai suoi alleati che lo portano in salvo con una macchina volante, e la mattina dopo gli uomini di Barsac non si spiegano in che modo sia riuscito a fuggire. |                  |                  |
| 15 | Segreti 「おたがいの秘密」 - O ta gai no himitsu – "I segreti tenuti reciprocamente" | 20 aprile 2002   | 24 dicembre 2008 |
| 15 | A condurre il gruppo ora è Sabrì, che sceglie un percorso più rapido per raggiungere Tarmer ma assai difficile. Agenore perde l'equilibrio sull'orlo di un burrone e viene aiutato dal soldato Jack, ma perde la sua preziosa canna da pesca regalatagli dal padre di Jane. La truppa raggiunge una vallata su cui si staglia una distesa di cadaveri, e si prodiga per seppellire tutti quei soldati innocenti sterminati dalle macchine volanti di Neo City. Jack, che da tempo era pensieroso, alla vista di quello spettacolo straziante decide di disertare tentando di allontanarsi di nascosto, ma Marcenay lo ferma e si fa carico di infliggergli la punizione che gli spetta. Jane si interpone tra Marcenay e Jack, e convince il tenente a perdonare il soldato. In quel momento una nave volante sovrasta la zona e inizia a bombardare l'esercito, che si ripara in una grotta. Più tardi Barsac rivela a Jane che il vero motivo della sua spedizione è trovare il fuyusen e, se necessario, prendere provvedimenti con il suo scopritore George Buxton che lo starebbe usando per scopi malvagi. In seguito anche Jane decide di confidare a Barsac e a tutti gli altri di essere la sorella di George e di essere anch'essa sulle sue tracce, inoltre racconta di come ha conosciuto il fuyusen grazie alla pietra che ha ricevuto dopo la sua presunta morte. La mattina seguente Jane ricava una nuova canna da pesca per Agenore da una canna di bambù. |                  |                  |
| 16 | Qui giace George 「ジョージ ここに眠る」 - Jōji koko ni nemuru | 27 aprile 2002   | 25 dicembre 2008 |
| 16 | Barsac chiede a Jane di separarsi da loro. La ragazza comprende le ragioni del comandante e ognuno prosegue per la sua strada: mentre l'esercito continua la sua ricerca di Neo City, Jane, Agenore e Sabrì arrivano a Tarmer per cercare la tomba di George e accertarsi della sua morte. Morilire segue a distanza su una macchina volante i tre cercatori, e ingaggia degli uomini per impedire loro di trovare la lapide. Agenore viene rapito da costoro, che costringono Jane e Sabrì a lasciare la città la mattina seguente se non vogliono che uccidano il maggiordomo. Jane e Sabrì fingono di partire per ingannare i rapitori e, dopo estenuanti ricerche durate tutto il giorno, trovano Agenore legato in una capanna, lo liberano e insieme raggiungono il cimitero. Trovata la lapide riportante il nome di George Buxton, Sabrì e Agenore dissotterrano la bara e la aprono, mentre Jane è sconfortata ma quello che vi trovano al suo interno non è il corpo di George, bensì il modellino di macchina volante che Jane gli regalò. Questo fatto confuta definitivamente la notizia della morte di George. Subito dopo, i tre vengono sorpresi dalla macchina volante di Morilire e si danno alla fuga. |                  |                  |
| 17 | Il primo volo 「はじめての空」 - Hajimete no sora | 4 maggio 2002    | 26 dicembre 2008 |
| 17 | Jane, Agenore, Sabrì e Sky vengono catturati e portati sulla macchina volante. Morilire, il comandante della nave, mostra loro il fulcro della macchina che le permette di volare, una gigantesca pietra di fuyusen, dopodiché li fa rinchiudere in una stanza. Jane non si lascia prendere dallo sconforto perché è estasiata di volare per la prima volta su una vera macchina volante, e, convinta che George l'abbia costruita e vi si trovi a bordo, scappa dalla stanza con Agenore e Sabrì ma vengono presto trovati e rinchiusi di nuovo. Morilire spiega loro che sono diretti a Neo City e per ordine di sua eccellenza sir Harry Killer – creatore della macchina volante e fondatore di Neo City – che li ha voluti nella sua città, devono essere trattati con ogni riguardo. Nel frattempo anche Barsac e i suoi uomini stanno cercando Neo City per scoprire il segreto del fuyusen. Sorvolando la barriera rocciosa che la circonda, la nave volante arriva alla futuristica città, che si staglia sotto gli occhi sorpresi di Jane. |                  |                  |
| 18 | Neo City 「ネオシティ」 - Neo Shiti | 11 maggio 2002   | 29 dicembre 2008 |
| 18 | La città preserva un'oasi nel bel mezzo del deserto ed è dotata di molte tecnologie all'avanguardia. Jane, Agenore e Sabrì vengono portati da sir Harry Killer, un uomo con il volto coperto da una maschera, che chiede di rimanere solo con Jane, mentre i suoi amici vengono rinchiusi nei sotterranei. Jane fa la conoscenza di Jeanne, una ragazza di Neo City della sua stessa età che le mostra le meraviglie e le invenzioni della città, costruite in gran parte da un misterioso dottor Kamale. Nonostante le numerose innovazioni volte – a detta di sir Harry – a migliorare la vita delle persone, Jane non dimentica di aver conosciuto diversa gente che ha sofferto proprio a causa di Neo City. Sir Harry finge di non sapere delle crudeltà che Jane attribuisce a Neo City e mostrandosi profondamente amareggiato le promette di provvedere redarguendo Morilire. Mentre Jane viene condotta in una stanza accogliente per la notte, Agenore e Sabrì scoprono che nei sotterranei della città centinaia di deportati lavorano in misere condizioni. Sabrì lega a Sky il farfallino di Agenore e lo manda a cercare Jane. |                  |                  |
| 19 | Il dottor Kamale 「カマレ博士」 - Kamare hakase | 18 maggio 2002   | 30 dicembre 2008 |
| 19 | Sky raggiunge Jane, che lo segue per i condotti di aereazione fino ad arrivare alla base di atterraggio delle navi volanti, dove assiste alla deportazione degli schiavi e dei beni rubati, che vengono donati ai pigri abitanti della città. La scomparsa di Jane mette in agitazione sir Harry, che la fa cercare dalle guardie. La ragazza scopre anche lo sfruttamento dei deportati nelle fabbriche sotterranee, ma viene trovata e inseguita dalle guardie. Nella fuga, Jane si ritrova nello studio segreto del dottor Kamale e scopre con immensa gioia che in realtà il misterioso dottore è suo fratello George; tuttavia, dovendo sottostare agli ordini di sir Harry, egli non può trattenerla con sé all'arrivo delle guardie ed è costretto a lasciarla portare via dopo essersi appena ricongiunto con lei. Sky torna da solo e senza buone notizie da Agenore e Sabrì. Nel frattempo in mezzo al deserto, Morilire distrugge una base di Barsac che ha catturato alcuni soldati di Neo City, ma cade a sua volta nella trappola di Barsac che ha fatto evacuare la base prima del bombardamento. L'esercito scopre così che Morilire lavora per Neo City, ma non può eliminarlo per non mettere a rischio Jane già arrivata nella città e nelle mani di sir Harry, come spiegato da Morilire. Barsac allora si impossessa della nave volante e decolla alla volta di Neo City.                                                                              |                  |                  |
| 20 | Fuga 「逃亡」 - Tōbō | 25 maggio 2002   | 31 dicembre 2008 |
| 20 | George chiede spiegazioni a sir Harry sul motivo per cui Jane non può restare con lui, il grande capo lo rassicura e gli chiede di concentrarsi prima sul progetto Genesis che sta portando avanti, e che dev'essere completato il prima possibile. Anche Jeanne va da sir Harry per chiedergli se quello che Jane le ha raccontato riguardo alle fabbriche sotterranee è vero, e viene congedata con una menzogna. Con un tranello, Morilire fa catturare Barsac e i suoi uomini al loro atterraggio a Neo City; Barsac e Marcenay vengono rinchiusi nella cella di fronte a quella di Agenore e Sabrì, mentre gli altri soldati vengono portati nelle fabbriche. Jane esce dalla sua stanza per far conoscere a George la verità su Neo City, convinta che sir Harry stia mentendo anche a lui oltre che a Jeanne, ma si ritrova nei sotterranei. Sabrì esce dalla sua cella tramite una buca che aveva scavato per aiutare Jane a sfuggire dalle guardie, poi libera i suoi compagni con le chiavi sottratte alle sentinelle. Jane, Agenore, Sabrì, Sky, Barsac e Marcenay vanno alla ricerca di una macchina volante per fuggire da Neo City, ma in seguito alla loro evasione viene lanciato un allarme generale. |                  |                  |
| 21 | Il segreto del fuyusen 「浮遊泉の謎」 - Fuyū izumi no nazo – "Il mistero della fonte di acqua fluttuante" | 1º giugno 2002   | 1º gennaio 2009  |
| 21 | Nella fuga, Marcenay e Barsac aiutano Jane, Agenore e Sabrì a lasciare Neo City con una piccola macchina volante, che viene inavvertitamente colpita da sir Harry con un cannone. Agenore non fa in tempo a salire e viene catturato assieme a Barsac e Marcenay da sir Harry. Jane e Sabrì escono dalle mura e attraversano una foresta e, ripreso quota, entrano in una tempesta per poi effettuare un atterraggio di fortuna in mezzo al deserto. Jane si adopera per riparare la macchina volante per tornare a Neo City scoprendo un importante segreto sul fuyusen: può essere esposto solo alla luce lunare, altrimenti si colora di rosso ed esplode. George, preoccupato per Jane che ha visto volare su un veicolo guasto, chiede con urgenza un colloquio con sir Harry per sapere cosa sta succedendo, ma il governatore della città lo rassicura dicendogli che Morilire è già sulle tracce della ragazza. Sir Harry ne approfitta per chiedere al dottore i recenti sviluppi del progetto Genesis e incarica Kera di tenerlo sotto stretta sorveglianza. Anche Jeanne ha visto Jane sulla macchina volante e, preoccupata per lei, osserva di nascosto sir Harry mentre cattura i prigionieri e si intrufola nelle fabbriche sotterranee, dove scopre che Jane le aveva raccontato la verità. |                  |                  |
| 22 | Invasione 「侵入」 - Shinnyū | 8 giugno 2002    | 2 gennaio 2009   |
| 22 | Jane ha costruito una nuova macchina volante, sufficiente a portare lei e Sabrì, con i pezzi di quella di Neo City ormai distrutta. I due ragazzi prendono il volo evitando di farsi vedere dalla nave volante di Morilire, e si introducono in una miniera di fuyusen nel mezzo della foresta. Dopo essere stati scoperti, Jane e Sabrì entrano in un condotto sotterraneo che li conduce a Neo City. Anche Morilire, nonostante gli ordini di sir Harry di non tornare senza Jane, rientra in città dopo aver trovato nel deserto i rottami della nave volante fuggitiva privati del serbatoio del fuyusen, e continua la ricerca della ragazza dentro le mura. Jane ritrova Jeanne e George, e insieme scendono nelle fabbriche sotterranee per mostrare anche allo scienziato gli orrori di Neo City, di cui non era al corrente. Dopo un primo momento di sconforto e delusione, George si convince ad agire per salvare i deportati ma i tre vengono scovati dalle guardie di Morilire. |                  |                  |
| 23 | La verità 「真実」 - Shinjitsu | 15 giugno 2002   | 5 gennaio 2009   |
| 23 | Al cospetto di sir Harry, George gli chiede spiegazioni sulla presenza degli schiavi nei sotterranei, e quando il governatore gli ordina di tornare al lavoro pena la morte di Jane, George rivela a tutti la sua vera identità: si tratta di loro fratello William. A quel punto, William racconta com'è andato veramente il viaggio di George alla ricerca del fuyusen. William anticipò George in un paese nel deserto e dopo avergli impedito di proseguire finse di trovarsi lì per altri motivi e si unì alla sua spedizione offrendogli un suo mezzo di trasporto. Dopo aver trovato una miniera di fuyusen, William addormentò George con un sonnifero e, a causa di questo, il ricercatore non poté impedire l'esplosione dell'ingresso della miniera programmato per la mattina seguente. A causa di ciò, il fuyusen esposto al sole, come George aveva scoperto la sera prima, detonò uccidendo i minatori. Per celare quel tragico avvenimento William e George cambiarono i loro nomi in sir Harry e dottor Kamale, e fondarono Neo City in quel luogo. Tornando al presente, Jane viene fatta imprigionare assieme a Jeanne e George viene costretto a proseguire il progetto Genesis. |                  |                  |
| 24 | La caduta dell'impero 「帝国の崩壊」 - Teikoku no hōkai | 22 giugno 2002   | 6 gennaio 2009   |
| 24 | Sabrì e Sky raggiungono la cella di Barsac e Jeanne, quindi liberano i prigionieri e si accordano sul da farsi. Barsac vuole far scoppiare una rivolta con gli schiavi. Sabrì e Jeanne vanno a chiedere la collaborazione di George nel suo laboratorio, e tornando dai loro amici si ritrovano nelle camerate dei deportati, tra cui sono presenti anche i genitori di Sasha, e comunicano anche a loro il piano. Quando George mostra a sir Harry il suo prototipo di Genesis, un cannone elettrico dalla potenza inaudita, è presente anche Jane per espressa volontà di George. In seguito all'esplosione provocata dall'arma, Marcenay fa saltare l'uscita della miniera sotterranea e i prigionieri si ribellano alle guardie. Sir Harry conduce Jane e George nel luogo in cui si trova Prominence, la macchina volante a cui stava lavorando in segreto per dominare il mondo. |                  |                  |
| 25 | Una macchina volante chiamata Prominence 「飛行機械プロミネンス」 - Hikō kikai Purominensu – "La macchina volante Prominence" | 29 giugno 2002   | 7 gennaio 2009   |
| 25 | William costringe George e Jane a salire a bordo di Prominence e la fa decollare. Intanto Barsac ordina a Jeanne di portare in salvo i prigionieri mentre lui, Marcenay, Agenore e Sabrì salgono su Prominence con una nave volante più piccola. William è esaltato per il varo del suo progetto segreto e sperimenta il cannone di Prominence sparando ai ricchi abitanti di Neo City in fuga. Marcenay, Sabrì e Sky liberano George e Jane e il gruppo, dopo essersi riunito, decide di rimanere insieme a George e aiutarlo a distruggere la macchina volante, così si recano nella stanza dov'è tenuto il serbatoio del fuyusen e lo espellono. William e le guardie circondano i clandestini, Jane riesce a impedire che il tiranno spari a George ma viene colpita la corazza della nave e la corrente d'aria trascina fuori tutte le guardie. George insegue William e Jane decide di rimanere con lui nella nave che sta precipitando, lasciando i suoi amici proprio mentre stanno abbandonando la nave per mettersi in salvo. |                  |                  |
| 26 | Con affetto, Jane 「ジェーンより愛を込めて」 - Jēn yori ai wo kome te | 6 luglio 2002    | 8 gennaio 2009   |
| 26 | William, ormai accecato dalla pazzia, prova a sganciare la sala di controllo dal resto di Prominence quasi distrutta, ma il modulo non riesce a separarsi completamente. George e Jane lo raggiungono nella sala di comando e cercano di farlo tornare in sé e convincerlo a ritornare a casa con loro, ma William non vuole rinunciare al progetto Genesis e a tutto ciò che ha creato finora: un mondo che apprezzi solo lui come non hanno saputo fare i Buxton a suo tempo. Il serbatoio del fuyusen esplode dopo troppa esposizione alla luce, e Prominence inizia lentamente a precipitare. George chiude Jane in una scialuppa volante per salvarle la vita e William, dopo essersi ravveduto, taglia personalmente il cavo della scialuppa per lasciare libera Jane prima di andare incontro al suo destino insieme a George. Prominence si schianta all'interno di Neo City in una gigantesca esplosione che libera una coltre di fuyusen. Nell'epilogo della storia, Barsac, che ha adottato Jeanne, racconta alla comunità scientifica del valore di George scomparso prematuramente e dichiara che il fuyusen non esiste. Jane, tornata a casa da suo padre con Agenore, riesce finalmente a costruire una macchina volante senza l'uso del fuyusen e si libra da sola nel cielo. |                  |                  |

## Home video
La serie è stata pubblicata in Giappone in VHS e DVD. Nelle copertine compare in secondo piano anche il titolo internazionale della serie Secret of Cerulean Sand (lett. "Il segreto della sabbia cerulea").
| Volume VHS | Episodi | Pubblicazione    |
| ---------- | ------- | ---------------- |
| 1          | 1-2     | 28 giugno 2002   |
| 2          | 3-6     | 28 giugno 2002   |
| 3          | 7-10    | 28 giugno 2002   |
| 4          | 11-14   | 23 agosto 2002   |
| 5          | 15-18   | 23 agosto 2002   |
| 6          | 19-22   | 1º novembre 2002 |
| 7          | 23-26   | 1º novembre 2002 |

| Volume DVD | Episodi | Pubblicazione    |
| ---------- | ------- | ---------------- |
| 1          | 1-2     | 28 giugno 2002   |
| 2          | 3-5     | 28 giugno 2002   |
| 3          | 6-8     | 28 giugno 2002   |
| 4          | 9-11    | 28 giugno 2002   |
| 5          | 12-14   | 23 agosto 2002   |
| 6          | 15-17   | 23 agosto 2002   |
| 7          | 18-20   | 1º novembre 2002 |
| 8          | 21-23   | 1º novembre 2002 |
| 9          | 24-26   | 1º novembre 2002 |